# Stuwmeer van Tsimljansk
Het stuwmeer van Tsimljansk (Russisch: Цимлянское водохранилище, Tsimljanskoje vodochranilisjtsje) is een kunstmatig meer aan de rivier de Don op het grondgebied van de oblasten Rostov en Wolgograd. Het stuwmeer, voltooid in 1952, is een van de grootste in Rusland, en levert elektriciteit (Tsimljansk Hydro-elektrische Centrale) en irrigatie aan de regio's Rostov en Volgograd. Gewassen die rond het meer worden verbouwd zijn onder meer tarwe, rijst, katoen, maïs, luzerne, fruit, druiven en groenten.
Het stuwmeer vormt samen met het Wolga-Donkanaal en de benedenloop van de Don een belangrijke waterweg tussen de Wolga (en het stroomgebied van de Kaspische Zee) en de Zee van Azov. De Tsimljansk-dam zorgt ook voor overstromingsbeheer van het lagere stroomgebied van de Don.
Voltooiing van het meer resulteerde in een sterke lokale industriële groei. Met name de stad Volgodonsk dankt haar bestaan aan het Tsimljansk-project.
Onder het water bevindt zich de oude Chazaarse vestingstad Sarkel.